# Eataly
Eataly è una catena di punti vendita di medie e grandi dimensioni specializzati nella vendita e nella distribuzione di generi alimentari italiani.

## Storia

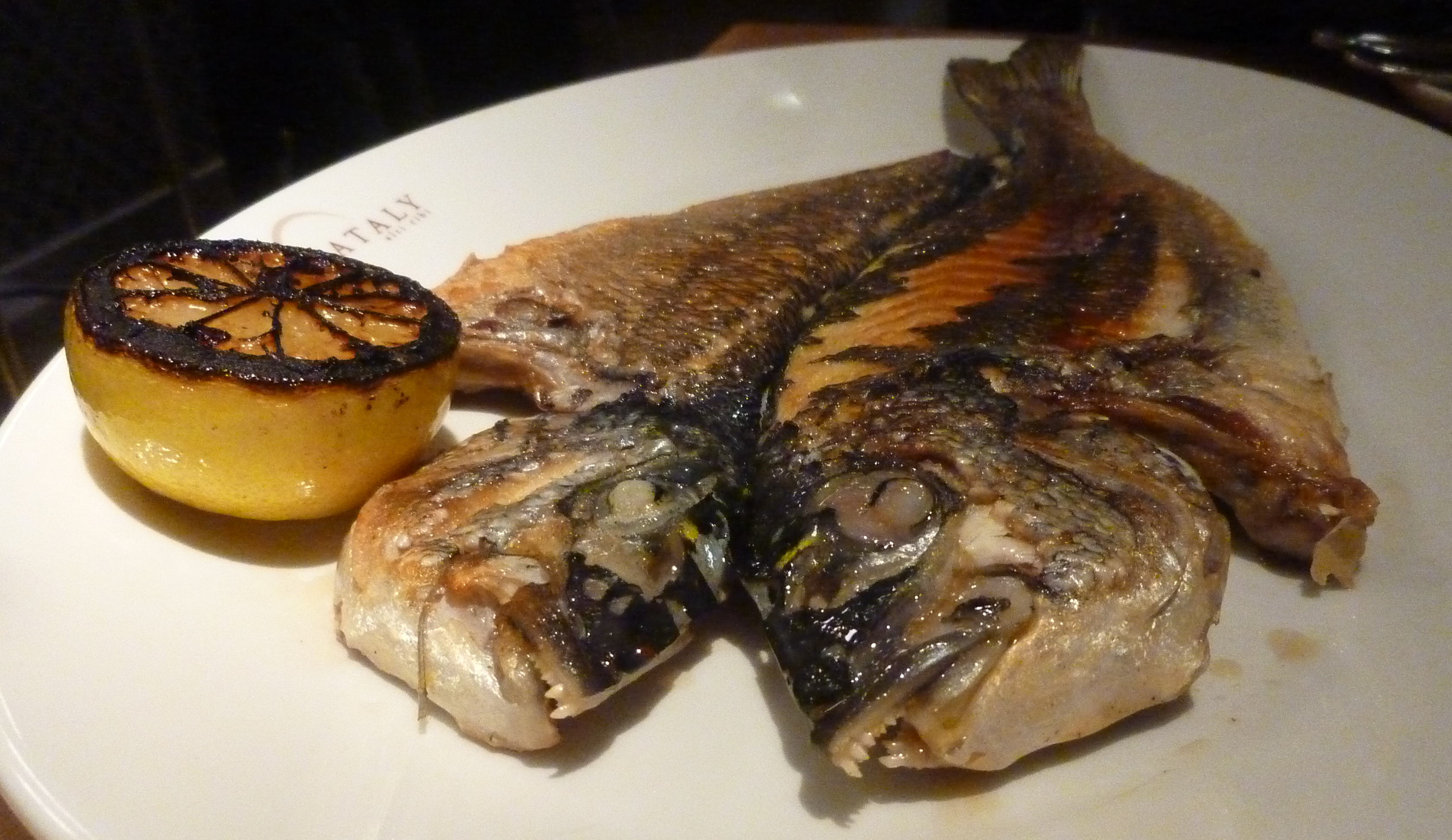
Piatto preparato all'Eataly di New York.

Eataly S.r.l. è stata fondata nel 2004 da Oscar Farinetti, proprietario di Unieuro (azienda del padre Paolo, poi ceduta). 
La società è controllata per il 40% da Farinetti, per il 40% da alcune cooperative del sistema Coop (Coop Liguria e Coop Alleanza 3.0) e per il 20% dal fondo di investimento Tamburi Investment Partners.
Non mancano critiche e discussioni relative alla filosofia e alla modalità di organizzazione del lavoro dell'azienda.
Nel gennaio 2020 Andrea Guerra, presidente esecutivo dal 2016, lascia l'azienda mantenendo ancora l'incarico per un periodo transitorio.

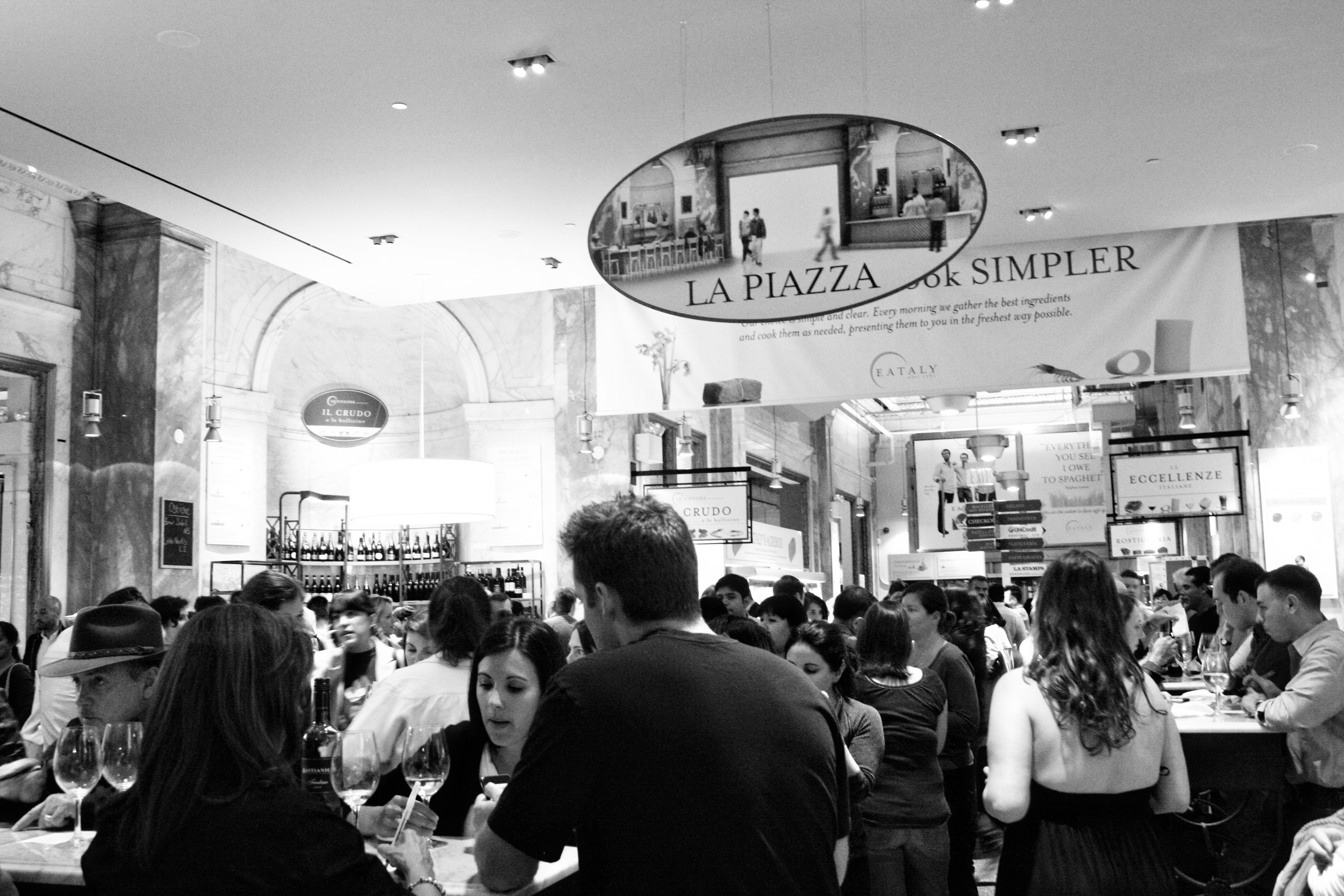
L'Eataly di New York nel 2010.

Nel 2020 Eataly si è trasformata da S.r.l. a S.p.a..
Nel 2022 il controllo di Oscar Farinetti su Eataly con Eatinvest passa per 200 milioni di euro a InvestIndustrial di 
Andrea Bonomi, che deterrà quindi il 52% della società.

## Il nome
Il nome Eataly (crasi di eat e Italy, traduzioni in inglese rispettivamente del verbo "mangiare" e di "Italia") è stato inventato da Celestino Ciocca, che nel 2000 ne ha registrato il dominio internet ed il marchio. Nel 2004 i diritti relativi al nome sono stati ceduti a Farinetti.

## Distribuzione

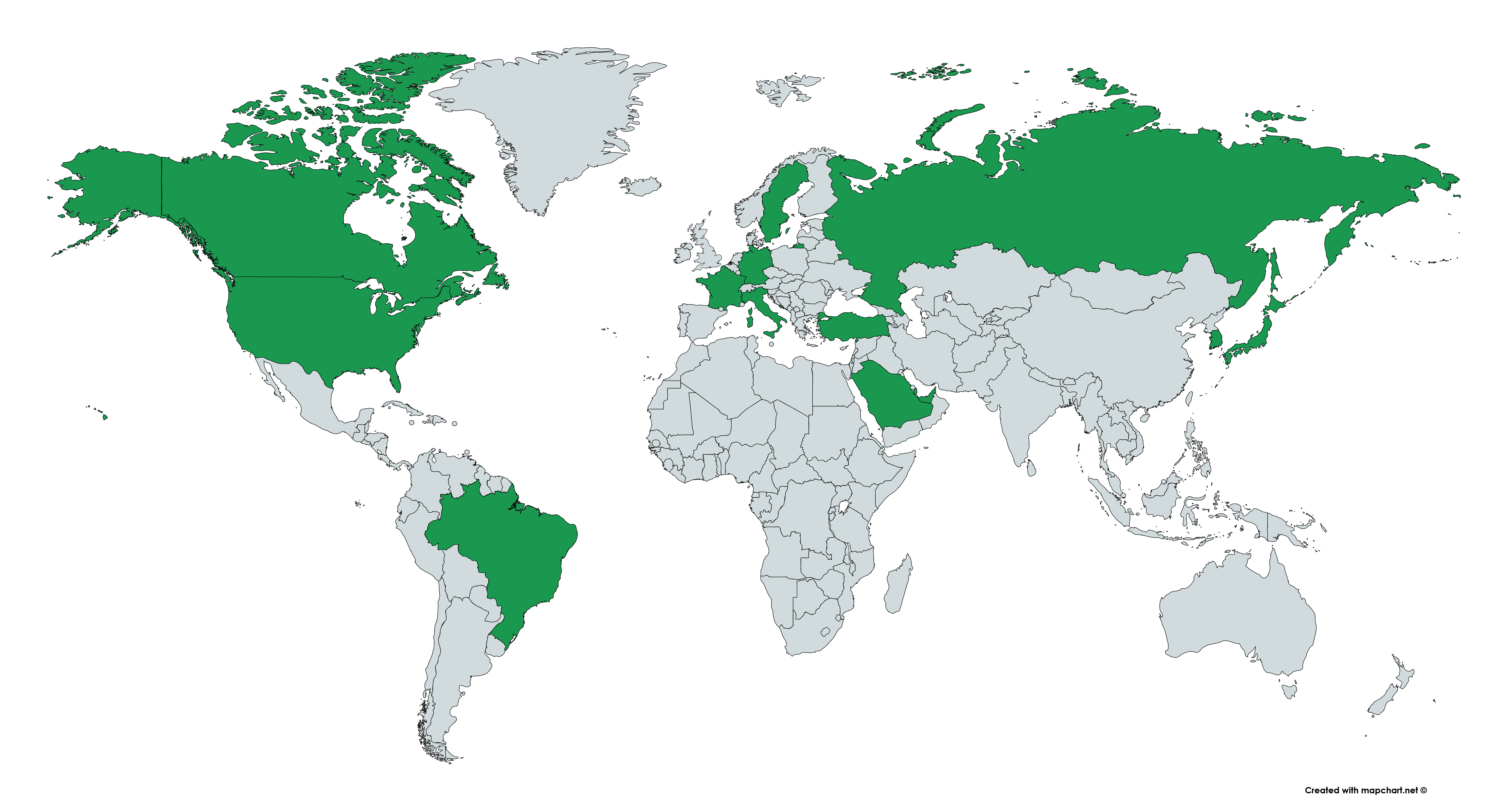
Paesi con punti vendita Eataly.

Il primo punto vendita è stato aperto nel 2007 a Torino, a nord del complesso del Lingotto, nel quartiere Nizza Millefonti. Lo spazio è nato dalla ristrutturazione di una vecchia fabbrica della Carpano.
Il secondo punto vendita è stato aperto nel 2011 a Genova al Porto antico. Quell'anno il fatturato dell'azienda ha toccato i 212 milioni di euro. Il punto di vendita di maggiori dimensioni è quello di Roma, aperto nel 2012, un edificio di quattro piani, oltre sedicimila metri quadrati ed integrato nella restaurata struttura dell'Air Terminal presso la stazione di Roma Ostiense. Nel settembre 2013 è stato aperto il punto vendita di Bari, nella storica "location" della Fiera del Levante. A dicembre dello stesso anno è stata la volta del punto vendita di Firenze in via de' Martelli, nel centro storico, a pochi passi dal Duomo. Nel marzo del 2014 è stato poi aperto il punto vendita di Milano presso l'ex Teatro Smeraldo.
Sono programmate aperture di altri punti vendita a Los Angeles, Toronto e Londra.
Nell'aprile del 2011 viene inaugurata la prima hamburgheria targata Eataly, "Eataly incontra la Granda", situata in piazza Solferino a Torino. Altri locali verranno aperti negli anni successivi a Settimo Torinese (TO), Bergamo, Milano, Verona, Novara, Roma e Parma.
Il 12 marzo 2014 è stato presentato il progetto dell'apertura di un punto vendita a Verona con il recupero e la ristrutturazione della struttura della Stazione Frigorifera Specializzata, esempio di archeologia industriale, agli ex Magazzini Generali, su una superficie di undicimila metri quadrati, affidato all'architetto svizzero Mario Botta. Il nuovo Eataly veronese ha aperto il 5 ottobre 2022 e ha chiuso il 3 agosto 2025.
Il 30 settembre dello stesso anno è stato inaugurato un nuovo punto vendita a Piacenza, presso l'area dell'ex Cavallerizza.
La prima apertura in America Latina avviene il 19 maggio 2015 a San Paolo in Brasile. La struttura conta con 13 punti di ristoro, dispersi sulla superficie di 4.500 metri quadrati.
Il 24 febbraio 2015 viene inaugurato un nuovo punto vendita a Forlì nel restaurato Palazzo Talenti-Framonti, sulla Piazza Aurelio Saffi. Nell'occasione, Oscar Farinetti commenta: "Questo è l'Eataly più bello d'Italia".
Il 26 novembre 2015 viene inaugurato il primo punto vendita europeo non italiano a Monaco di Baviera.
Nel 2016, sono stati inaugurati sei nuovi store nel mondo di cui: uno nella Downtown di New York, all'interno del nuovo World Trade Center, uno a Boston, tre in Asia nel Dubai Festival City, a Riyadh (Arabia Saudita) e a Doha (Qatar), e quello europeo di Copenaghen.
Il 17 gennaio 2017, Eataly apre un nuovo punto vendita in Italia, presso l'ex Magazzino Vini di Trieste.
Eataly distribuisce i pasti a bordo dei treni di NTV e dal 2015 gestisce i ristoranti della catena alberghiera Starhotels.
Nel aprile 2019, Eataly apre a Parigi nella Marais. Nel settembre 2020 hanno collaborato all'evento Un noel italien nella capitale francese.

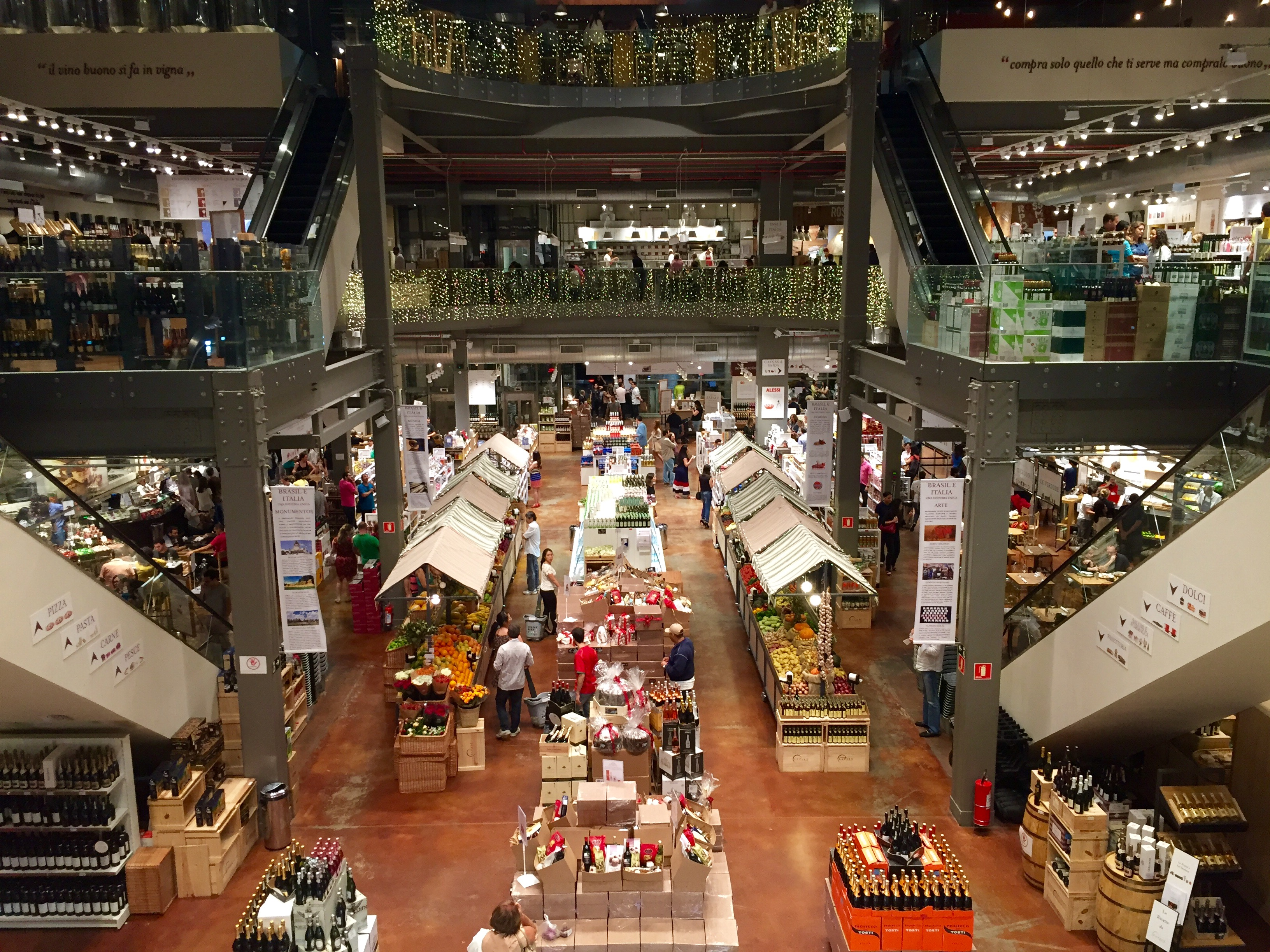
L'Eataly di San Paolo, Brasile.

Nel 2021 Eataly ha aperto il primo punto di vendita britannica a Bishopsgate a Londra, assumendo 300 persone.

### Italia
- Eataly Bari - chiuso nel 2021 - Bari
- Eataly Bergamo Orio al Serio - Orio al Serio
- Eataly Bologna Ambasciatori - Bologna
- Eataly Bologna FICO Eataly World - Bologna
- Eataly Firenze - Firenze
- Eataly Forlì - chiuso nel 2021 - Forlì
- Eataly Genova - Genova
- Eataly Milano Smeraldo - Milano
- Eataly Monticello - Monticello d'Alba
- Eataly Piacenza - Piacenza
- Eataly Pinerolo - Pinerolo
- Eataly Roma - Roma
- Eataly Roma Fiumicino - Fiumicino
- Eataly Torino Lingotto - Torino
- Eataly Torino Lagrange - Torino
- Eataly Trieste - Trieste
- Eataly Verona - chiuso nel 2025 - Verona

### USA
- Eataly New York City - 200 5th Avenue - Manhattan - 10010 New York
- Eataly Chicago - 43 E. Ohio St - 60611 Chicago
- Eataly NYC Downtown - 4 World Trade Center - 10007 New York
- Eataly Boston -  Prudential Center - 800 Boylston Street - 02199 Boston
- Eataly Los Angeles - 10250 Santa Monica Blvd, Los Angeles, CA 90067
- Eataly Las Vegas - 3770 S Las Vegas Blvd, Las Vegas, NV 89109
- Eataly Dallas - North Park Center 8687 N. Central ExpySuite 2172
- Eataly Silicon Valley - 2855 Stevens Creek Blvd, San Jose, CA 95128

### BRA
- Eataly São Paulo - San Paolo

### DEU
- Eataly München - Monaco di Baviera

### SWE
- Eataly Stockholm - Stoccolma

### TUR
- Eataly Istanbul Zorlu Center - Istanbul

### FRA
- Eataly Paris Marais - Parigi

### UK
- Eataly London - Londra

### JPN
- 2 negozi a Tokyo
- Eataly Osaka - Osaka
- Eataly Yokohama - Yokohama

### KOR
- Eataly Seoul - Seul
- Eataly Seongnam - Seongnam

### ARE
- Eataly Dubai - Dubai Mall
- Eataly Dubai Festival City

### QAT
- Eataly Doha - Doha

### SAU
- Eataly Riyadh - Riad

### RUS
- Eataly Москва - Mosca

### CAN
- Eataly Toronto - Toronto

### MSC Crociere
- 2 ristoranti a bordo della MSC Preziosa
- 2 ristoranti a bordo della MSC Divina
- 1 ristorante a bordo della MSC Meraviglia
- 1 ristorante a bordo della MSC World America[29]
- 1 ristorante a bordo della MSC World Asia